# Histoire des Juifs en Gaule jusqu'à l'époque carolingienne
L'histoire des Juifs en Gaule remonterait au Ier siècle de l'ère commune, avec l'exil de deux dirigeants de Judée et de leur famille. On sait, par Grégoire de Tours et par quelques vestiges archéologiques, que des communautés juives ont existé en Gaule pendant tout le Bas Empire et sous les Mérovingiens ; elles auraient vécu plutôt en bonne intelligence avec le clergé chrétien. 

## Époque gallo-romaine

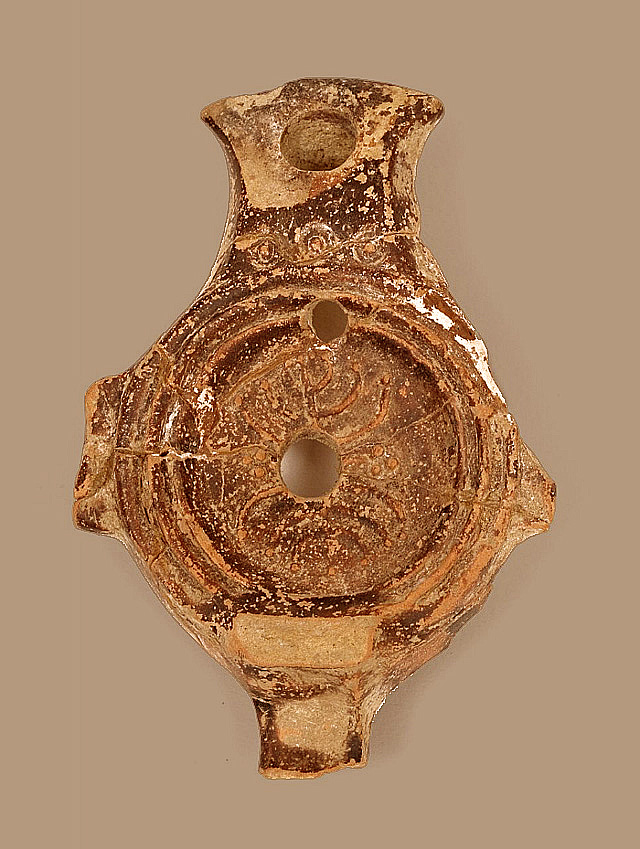
Lampe à huile d'Orgon, exposée au musée judéo-comtadin de Cavaillon.

Le premier Juif connu ayant vécu en Gaule est de lignée royale : c'est Archelaüs, ethnarque de Judée et fils d'Hérode Ier le Grand, exilé par Auguste à Vienne (Isère) en l'an 6. Il y meurt 10 ans plus tard. Son frère Hérode Antipas qui avait le titre de tétrarque de Galilée est exilé en 39 par Caligula à Lyon à moins que ce ne soit à Lugdunum Convenarum (Saint-Bertrand-de-Comminges) . 
La tradition veut que les premiers visiteurs juifs aient vu une similarité entre la Gaule et la région de Sarepta (en hébreu biblique צרפת, Tzarfát) en Galilée et ont donc appelé la Gaule puis la France Tzarfát,,, nom qu'elles conservent à ce jour en hébreu moderne.
En l'absence de documents sur les Juifs de la Gaule romaine, nos rares connaissances sont liées à des découvertes de vestiges archéologiques qui attestent de leur présence probable dès la fin du Ier siècle. Il y a ainsi une lampe à huile ornée du chandelier à sept branches qui a été découverte en 1967 à Orgon. Ces découvertes sont plus nombreuses dans la vallée du Rhône.
Le 20 mai 2009 a été découvert dans le quartier de Trinquetaille à Arles le sarcophage de Pompeia Iudea daté du IIIe siècle qui constitue la plus ancienne attestation archéologique connue d'une présence juive sur le territoire de la France actuelle,.  
Un décret des empereurs Théodose II et Valentinien III, adressé au préfet de la Gaule (9 juillet 425) interdit aux Juifs et aux païens d'être avocats ou magistrats ou fonctionnaires de façon que les chrétiens ne leur soient pas subordonnés et que Juifs et païens soient incités à se convertir au christianisme. En l'an 465 au concile de Vannes, l'Église interdit à ses prêtres de participer à des repas donnés par les Juifs puisque les Juifs refusent de participer à des repas préparés par les chrétiens.

## Époque mérovingienne
Au VIe siècle, des Juifs habitent Marseille, à Arles, Uzès, Narbonne, Clermont, Orléans, Paris et Bordeaux. Ces villes sont généralement des centres administratifs romains situés sur de grandes routes commerciales et les Juifs y possèdent des synagogues. L'organisation interne des Juifs de cette époque semble être restée la même que sous l'Empire romain et respecte toujours un édit adressé en 331 aux décurions de Cologne par l'empereur Constantin et le Code de Théodose. Les Juifs sont souvent marchands ; ils sont aussi percepteurs d'impôts, marins et médecins.
Tant que s'appliquent la loi romaine et l'édit de Caracalla, ils restent les égaux de leurs concitoyens. Tout donne à penser que leurs relations avec leurs concitoyens non-juifs sont amiables, même après l'établissement du christianisme en Gaule. On sait que le clergé chrétien participe à leurs fêtes ; des mariages inter-religieux entre juifs et chrétiens se produisent parfois ; le judaïsme fait des émules et ses coutumes religieuses sont si librement adoptées qu'au troisième concile d'Orléans (538) les autorités religieuses chrétiennes jugent utile de mettre en garde les fidèles contre les « superstitions juives » et de leur ordonner de s'abstenir d'observer les interdictions du judaïsme concernant le Chabbat, telle l'interdiction de tout déplacement le dimanche. 

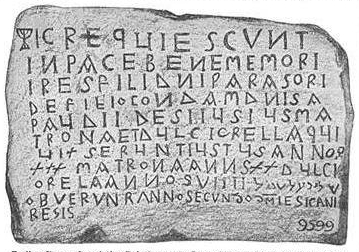
Inscription funéraire de Narbonne (689)

À la fin du VIe siècle, les Juifs peuvent connaître des situations très diverses : Grégoire de Tours raconte qu'en 576 une émeute détruit la synagogue de Clermont de fond en comble, à la suite de quoi les Juifs de la ville acceptent le baptême. Inversement, le Juif de Paris Priscus est conseiller du roi Chilpéric Ier et dans une controverse avec celui-ci refuse sans dommage pour lui la conversion mais finalement le roi exige la conversion de tous les Juifs parisiens.
En 591, les Juifs chassés de la ville d'Orléans se réfugient en Provence. À ce propos, une lettre du pape Grégoire Ier réprimande l'archevêque d'Arles Virgile, à la suite de nombreuses plaintes pour des conversions forcées.
En 629, Dagobert Ier propose d'expulser de ses domaines tous les Juifs qui n'accepteraient pas le christianisme. À partir de son règne jusqu'à celui de Pépin le Bref, on n'a guère d'autres indications. Mais dans le sud de la France, dans ce qui était alors connu comme « Septimanie » (ou Narbonnaise) et était une dépendance des rois wisigoths d'Espagne, les Juifs continuent à résider et à prospérer. De cette époque (689) date la plus ancienne inscription funéraire juive connue en France, celle de Narbonne. Les Juifs de Narbonne, principalement des négociants, s'entendent bien avec le reste de la population qui alors se rebelle souvent contre les rois wisigoths.

## Période carolingienne
Les Juifs sont nombreux sous Charlemagne sous le gouvernement duquel ils disposent d'un statut relativement favorable. En justice, les Juifs prêtent serment selon une formule spéciale (Serment more judaico) et il leur est permis d'intenter un procès contre des chrétiens même si le Juif doit produire plus de témoins que le chrétien pour avoir gain de cause. S'ils emploient des chrétiens, leur seule obligation est de leur accorder le repos dominical. Ils ne doivent pas faire le commerce des monnaies, du vin ou du blé. Le plus important est le fait qu'ils sont jugés par l'empereur lui-même, auquel ils appartiennent. Ils pratiquent le négoce international. Charlemagne par exemple emploie un Juif pour rapporter de Palestine des marchandises précieuses. Un autre Juif, Isaac, est envoyé par Charlemagne en 797 avec deux ambassadeurs chez Hâroun ar-Rachîd. C'est lui qui, de retour en 802 à Aix-la-Chapelle, remet à Charlemagne les cadeaux reçus d'Haroun ar-Rachid dont un éléphant. 
Louis le Pieux (814-833), fidèle aux principes de son père, accorde une stricte protection aux Juifs en raison de leurs activités de négociants et ce, malgré les accusations d'Agobard (778-840), évêque de Lyon mais ces allégations semblent montrer la prospérité dont jouissent les Juifs de Lyon. Les souverains séculiers tels les empereurs Charlemagne et Louis le Pieux sont bien conscients que l'altérité dans le judaïsme est susceptible de constituer un obstacle sur la voie d'une Église universelle mais ils reconnaissent l'avantage économique que leur procurent certains Juifs et leur accordent ainsi des privilèges dans la mesure où leur intégration est conforme à l'intérêt général
Le comportement de l'évêque Agobard, hostile à la communauté juive de Lyon protégée par le roi Louis le Pieux pousse cependant les Juifs à émigrer vers Arles et les cités du midi, ce qui accrédite la présence probable d'une communauté juive importante dans le midi au début du IXe siècle. 
Selon Henri Pirenne, au VIIIe siècle, le commerce entre l'Occident et l'Orient ne se fait plus que par les négociants juifs, seuls liens entre l'Islam et la Chrétienté après la conquête de l'Espagne par les Arabes. Il est permis de penser que les marchands juifs de la vallée du Rhône sont ces Juifs dits radhanites, grands voyageurs, hommes de profonde culture et parlant de nombreuses langues, qui maintiennent le contact entre l'orient et l'occident.